# ۳۹۵ (پیش از میلاد)
۳۹۵ (پیش از میلاد) ۳۹۵مین سال قبل از تقویم میلادی است.

## درگذشتگان
- توکودیدس، تاریخ‌نگار یونانی و مولف تاریخ جنگ پلوپونزی
- تیسافرن، سردار ایرانی و ساتراپ لیدیه و کاریا در زمان داریوش دوم و اردشیر دوم هخامنشی